# Mefenitoină
Mefenitoina este un medicament derivat de hidantoină, care a fost utilizat ca agent antiepileptic, în tratamentul unor tipuri de epilepsie. Medicamentul a fost retras din cauza formării unui metabolit toxic, nirvanolul.